# Muzeul Național al Satului „Dimitrie Gusti”

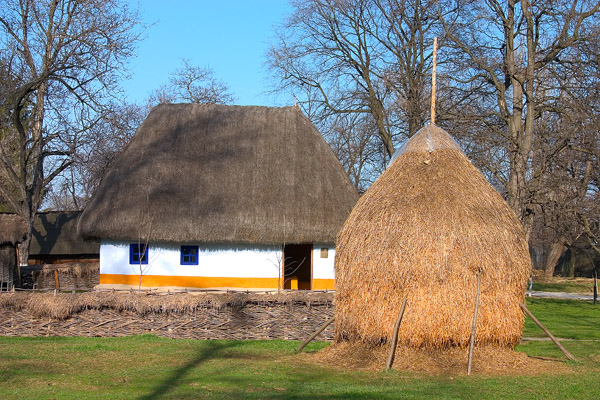
Haus im Dorfmuseum

Das Muzeul Național al Satului „Dimitrie Gusti” (Dorfmuseum) ist ein Freilichtmuseum in Bukarest.
Im Museum wird das bäuerliche Leben, wie es sich seit Jahrhunderten in den ländlichen Gebieten Rumäniens abgespielt hat, dargestellt. Das 1936 von Dimitrie Gusti, Victor Ion Popa und Henri H. Stahl gegründete Museum an der Kiseleff-Chaussée  erstreckt sich über eine Fläche von mehr als 100.000 m².